# Staro rukometno igralište "Partizanovo"
Staro rukometno igralište znano kao rukometno igralište "Partizanovo" je sportski teren RK Bjelovara nekadašnjeg ORK Partizan na Trgu Hrvatskog sokola u Bjelovaru.
Igralište je koristio klub od početka svoga postojanja do izgradnje Dvorane europskih prvaka. Nakon toga, igralište se koristi za rekreaciju građana i amaterska sportska natjecanja te za događanja i manifestacije.